# Station Rakvere
Station Rakvere is een station in de Estische plaats Rakvere. Het station ligt aan de spoorlijn Tallinn - Narva.

## Treinen
De volgende treinen stoppen op Station Rakvere:
| Vervoerder | Treinsoort | Route                              | Opmerkingen                                       |
| ---------- | ---------- | ---------------------------------- | ------------------------------------------------- |
| GoRail     | Sneltrein  | Tallinn – Rakvere – Narva – Moskou | Stopt verder in Estland in Tapa, Rakvere en Jõhvi |
| Elron      | Sneltrein  | Tallinn – Tapa – Rakvere – Narva   | Stopt niet in Vesse, Lagedi en Nelijärve          |
| Elron      | Stoptrein  | Tallinn – Tapa – Rakvere           | Stopt op alle tussenliggende stations             |

Tallinn Baltisch Station · 
Kitseküla · 
Ülemiste‎ · 
Vesse · 
Lagedi · 
Kulli · 
Aruküla · 
Raasiku · 
Parila · 
Kehra · 
Lahinguvälja · 
Mustjõe · 
Aegviidu · 
Nelijärve · 
Jäneda · 
Lehtse · 
Tapa · 
Kadrina · 
Rakvere · 
Kabala‎ · 
Sonda · 
Kiviõli · 
Püssi · 
Kohtla-Nõmme · 
Jõhvi · 
Oru · 
Vaivara · 
Narva